# Umeå Lokaltrafik

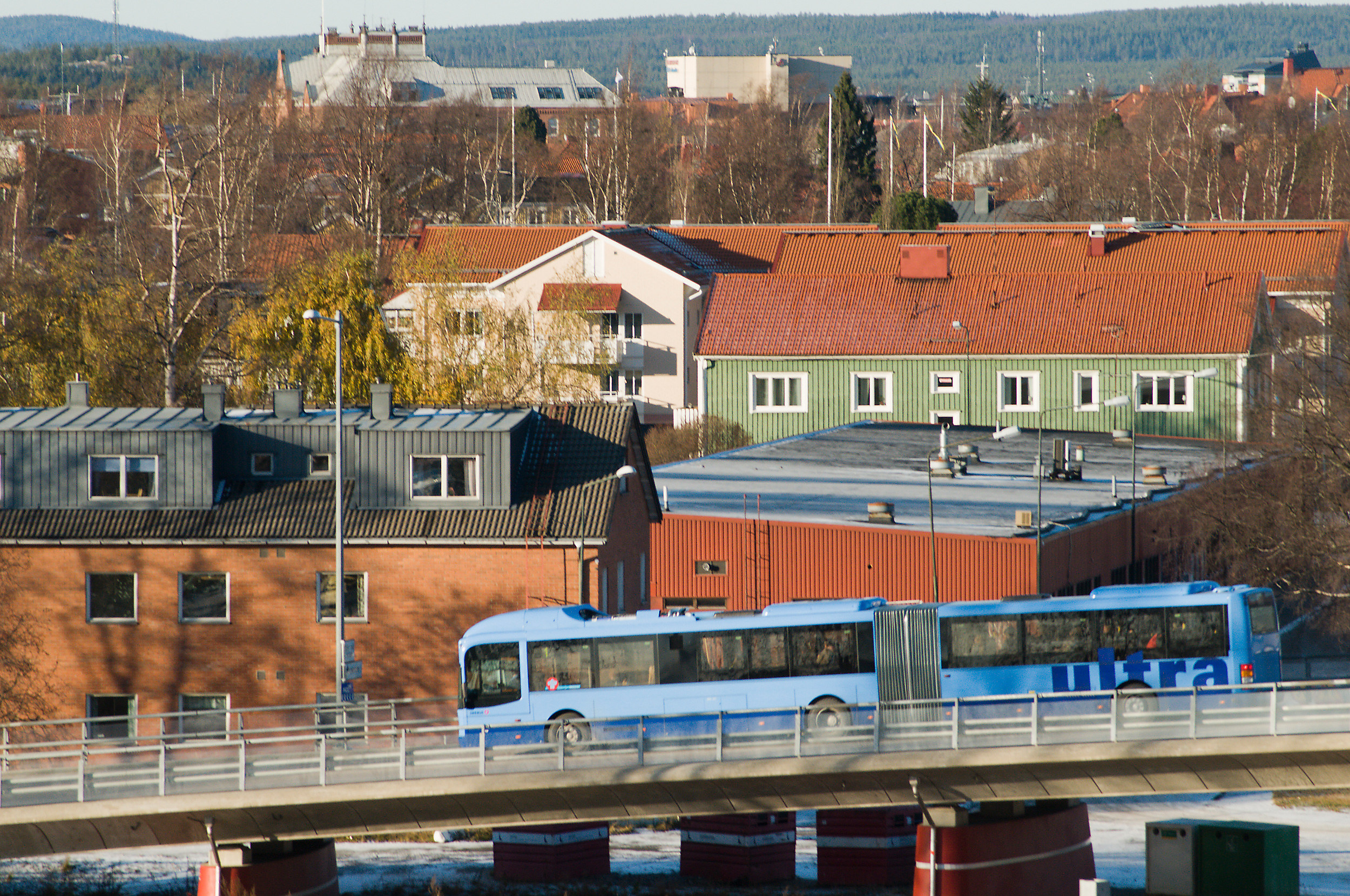
Volvo B9SALE tillhörande Swebus på linje 1 mot Umedalen. I bakgrunden syns bland annat stadsdelen Östermalm och Mimerskolan. 1 november 2008. Denna lackering ersattes med en ny lackering i juni 2016.

Umeå Lokaltrafik, även benämnt Ultra, består av sju huvudlinjer, fem direktbusslinjer och en flygbusslinje till Umeå Airport. 
I nätet cirkulerar 21 dieseldrivna ledbussar och 30 tvåaxlade bussar. De flesta fordon är lågentrébussar, men ett ständigt växande antal har lågt golv genom hela vagnen. Med början 2013 kom ett ständigt växande antal elektriska bussar att sättas i trafik. Tre byggda i Polen respektive sex Tjeckisktillverkade. Sedan 2016 har Transdev, beställt 25 elektriska ledbussar från nederländska tillverkaren VDL.
Till vintertidtabellen 2019/2020 beslutade Länstrafiken att sluta trycka ficktidtabeller för lokaltrafiken i Umeå. I samband med detta upphandlades även en ny app för Länstrafiken och ULTRA, vilken infördes 2023. 

## Historik

### Ultra och Gabrielssons

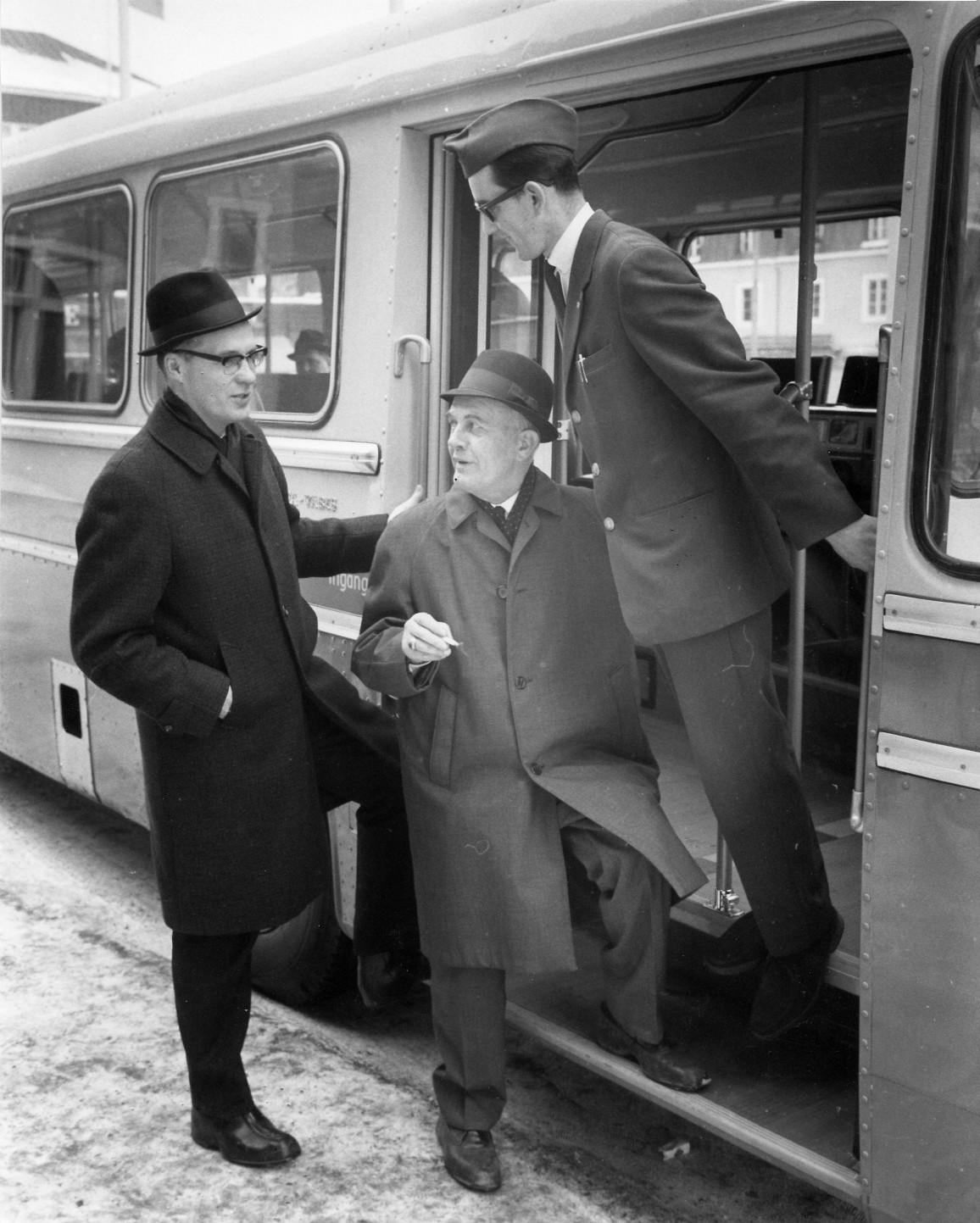
Fritz Eriksson, Eje Lindgren och Torsten W Persson inspekterar nya bussar i samband med övergången till högertrafik 1967.

Det hela började med linje 1 mellan Umeå lasarett och Umedalens sjukhus som kördes av det privata bussföretaget Gabrielssons, vilka använde namnet Ultra som varumärke. 1965 blev namnet registrerat i Umeå kommuns ägo, men ettan till Umedalen blev kvar hos Gabrielssons till 1971, och på många linjer körde Gabrielssons och Ultra varannan avgång. Efter några år tog Ultra över all trafik, och då var varumärket Ultra en förkortning av det kommunägda bussbolaget Umeå Lokaltrafik AB. Bussarna var orange med vitt tak, rätt likt SJ Buss färger. Enligt Svensk Busshistoria står fortfarande en buss, en Volvo B71518, registrerad under KB Gabrielssons Linjetrafik. Även en Volvo B58-60 står registrerad under detta bolag, denna är dock avställd sedan 13 december 1969. Enligt samma sida står det fortfarande 12 bussar kvar hos Ultra som är i trafik.
1987 köpte Umeå kommun upp privatägda Polarbuss Trafik AB från ägaren i Vännäs för att komma åt flygbusstrafiken som Polarbuss drev. Fram till 1992 ägde kommunen alltså två bussföretag. Ultra som körde stadstrafiken med orangevita bussar, och Polarbuss som körde beställningstrafik samt flygbussen med vitlila bussar.

### Polarbuss
1992 fördes alla bussar över till Polarbuss som övertog rollen som trafikutövare. Umeå Lokaltrafik AB övergick till att bli enbart huvudman för trafiken. Detta år introducerade man nya färger på bussarna. Dessa var silvergrå med en röd rand, förutom flygbussen som förblev vit. När etanolbussar införskaffades några år senare försågs dessa med en orange rand, istället för dieselbussarnas röda. Flygbussarna var till en början vita, men blev med tiden även de gråa med röd rand.

### Allmänna upphandlingar

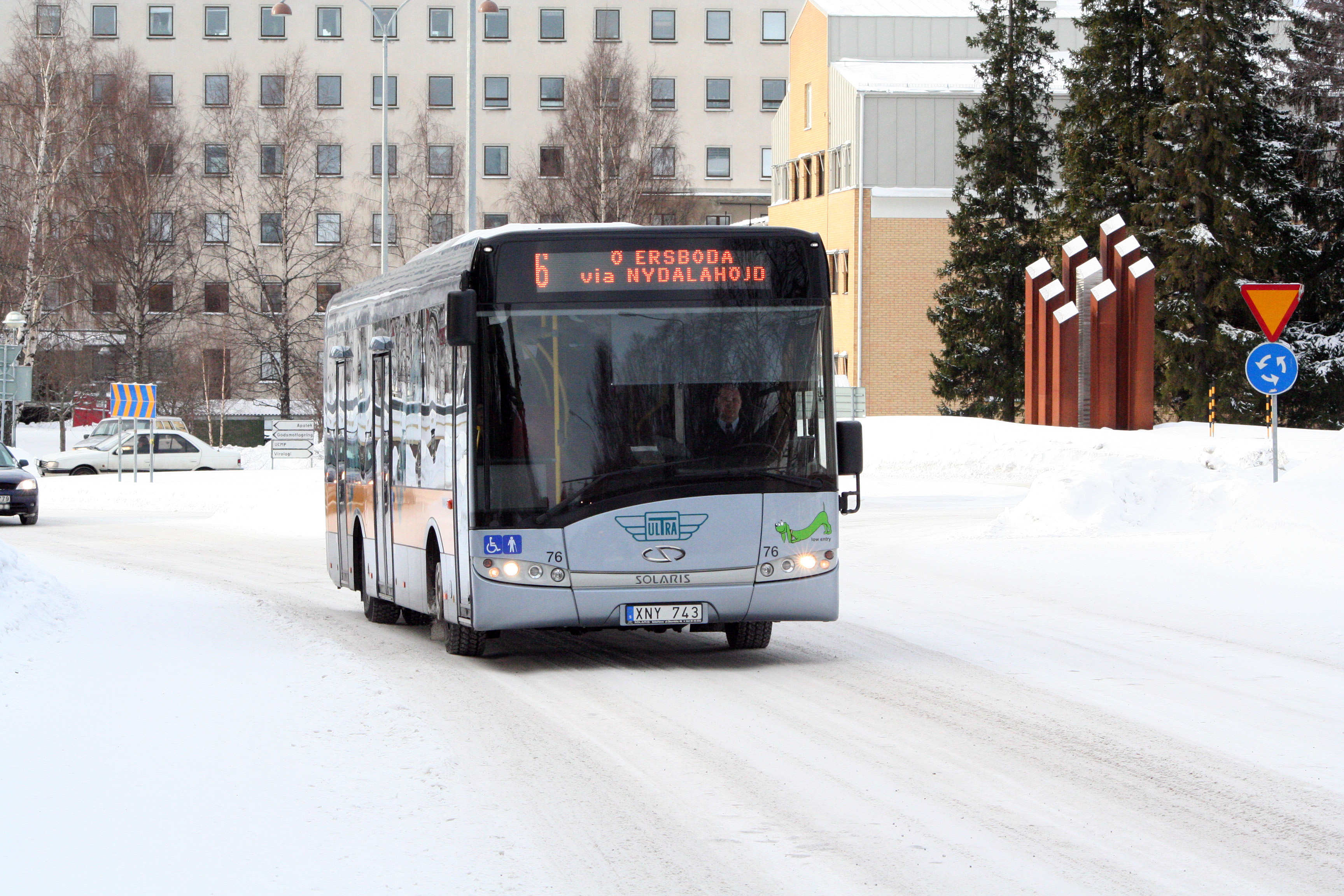
En Solaris Urbino 12 LE på linje 6 mot Östra Ersboda i det gamla, silvergrå, utförandet, 2006.

2005 lät kommunen Länstrafiken i Västerbotten AB lägga ut trafiken på anbud, vilket vanns av Connex, som några månder efter trafikstart bytte namn till Veolia Transport. De båda företagen Polarbuss Trafik AB och Umeå Lokaltrafik AB minskades ner till vilande företag, medan de kommunala trafikplanerarna övertogs av ett annat kommunalt företag. Förkortningen Ultra behölls som ett varumärke av Umeå kommun. Trafikstarten i Connex regi skedde under juni 2006. Förändringar i trafiken märktes främst på bussarnas färger, då man enligt de nya kraven, i rask takt lackade om alla silvergrå bussar till två nyanser av blått, och i långsam takt ersatte Polarbuss stora flotta av etanolbussar med begagnade dieseldrivna låggolvsbussar från områden som Connex tappat trafik genom upphandlingar 2006. Dessa områden är främst Borlänge, Kallhäll, Råsta och Piteå.
Under juli 2007 meddelades att avtalet avbrutits i förtid av huvudmannen Länstrafiken och trafikutövaren Veolia Transport i samråd. Veolia Transport ansåg att Länstrafiken i efterhand utökat trafiken mer än vad man betalade för och tyckte att man inte hade råd att bedriva fortsatt trafik. I februari 2008 meddelades det att Swebus, nuvarande Nobina, blivit tilldelad lokaltrafiken i Umeå från och med den 16 juni samma år.
2008 började Nobina trafikera tätortstrafiken. På grund av den ovanligt korta tiden mellan anbudsvinsten och trafikstarten (cirka tre månader) har Nobina tvingats köra med gamla inlånade "vikariebussar" från andra län, vilket upprört många resenärer och lett till en stor debatt i media. I juni 2008 beställdes 17 st nya bussar för att råda bot på vagnbristen, dessa var färdigbyggda och levererade i november samma år.

I samband med att ombyggnationerna av Kolbäcksvägen till ny E4:a startade förstärktes trafiken med en speciell grön buss finansierad av bland annat Trafikverket för att minska trafikproblemen vid vägarbetsområdet. Bland annat startades ett projekt med att låta de som normalt tar bilen åka buss gratis.

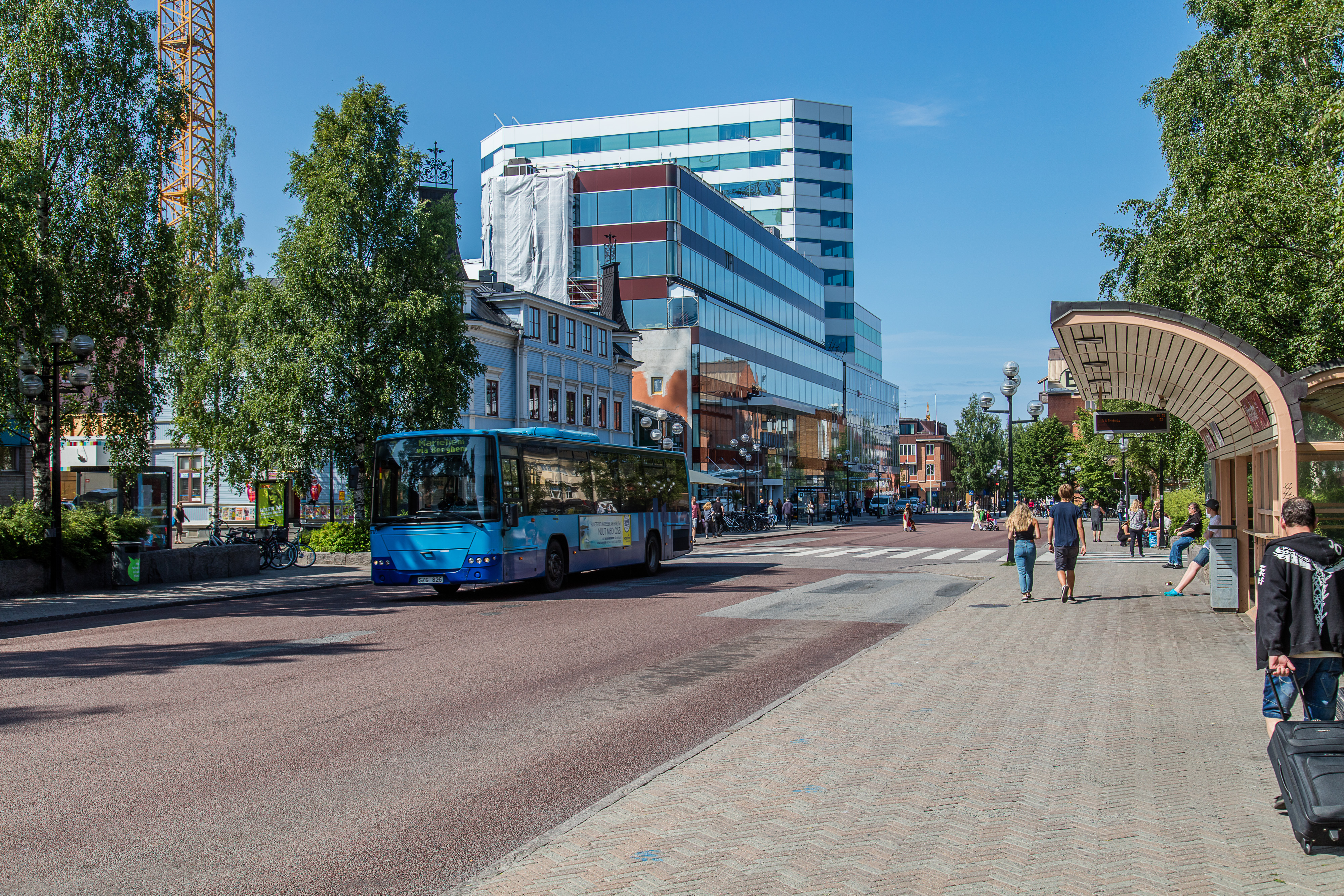
En del av Vasaplan år 2015 innan ombyggnad

### Trafiken tillbaka hos Transdev
Från och med 13 juni 2016 kommer Transdev (tidigare Veolia/Connex) återta trafiken. Majoriteten av standardvagnarna (fabrikat Volvo B12BLE) samt sju ledbussar (5 OmniCity och 2 Urbino) skrotades. De nitton ledbussarna fabrikat Volvo B9SA LE blev dock kvar i trafik. De tre lågentrébussarna som ursprungligen gick hos Polarbuss såldes till Hybricon, men rullar fortfarande i trafik. Ledbussarna av fabrikat Solaris Urbino ersattes av tre nyinköpta  ledbussar från MAN.
Elbussflottan förstärkes senare med sju nya fordon, varav två leder. 2018 beställdes 25 elektriska ledbussar i en upphandling som slutligen vanns av nederländska VDL  Dessa har framför allt satts i trafik på de högst trafikerade linjerna 1 och 8.
Vid operatörsskiftet ändrades även färgsättningen. Dieselbusarna fick en mörkblå grund med björklövsdekaler över fönstren. Elbussarna lackerades i grönt med björklövsdekaler även här.

### Nytt trafikavtal och full elektrifiering
År 2024 inleddes en ny trafikupphandling för Umeå lokaltrafik. I anbudsförfrågan fanns krav om att fasa ut diedelbussar från stadstrafiken. Sveriges fem största kollektivtrafikföretag bjöds in att lämna anbud, dock mottogs anbud endast från Nobina och Transdev. Under andra kvartalet 2025 tilldelades trafikavtalet Nobina Sverige AB, som köpte ett femtiotal nya elbussar av fabrikat Mercedes-Benz eCitaro från Daimler Buses för att uppfylla trafikavtalets elektrifieringskrav. De nya elbussarna är dessutom utrustade med allhjulsdrift för förbättrad framkomlighet längs bland annat Sjukhusbacken och Gösta Skoglunds väg vintertid.

## Nuvarande linjenät

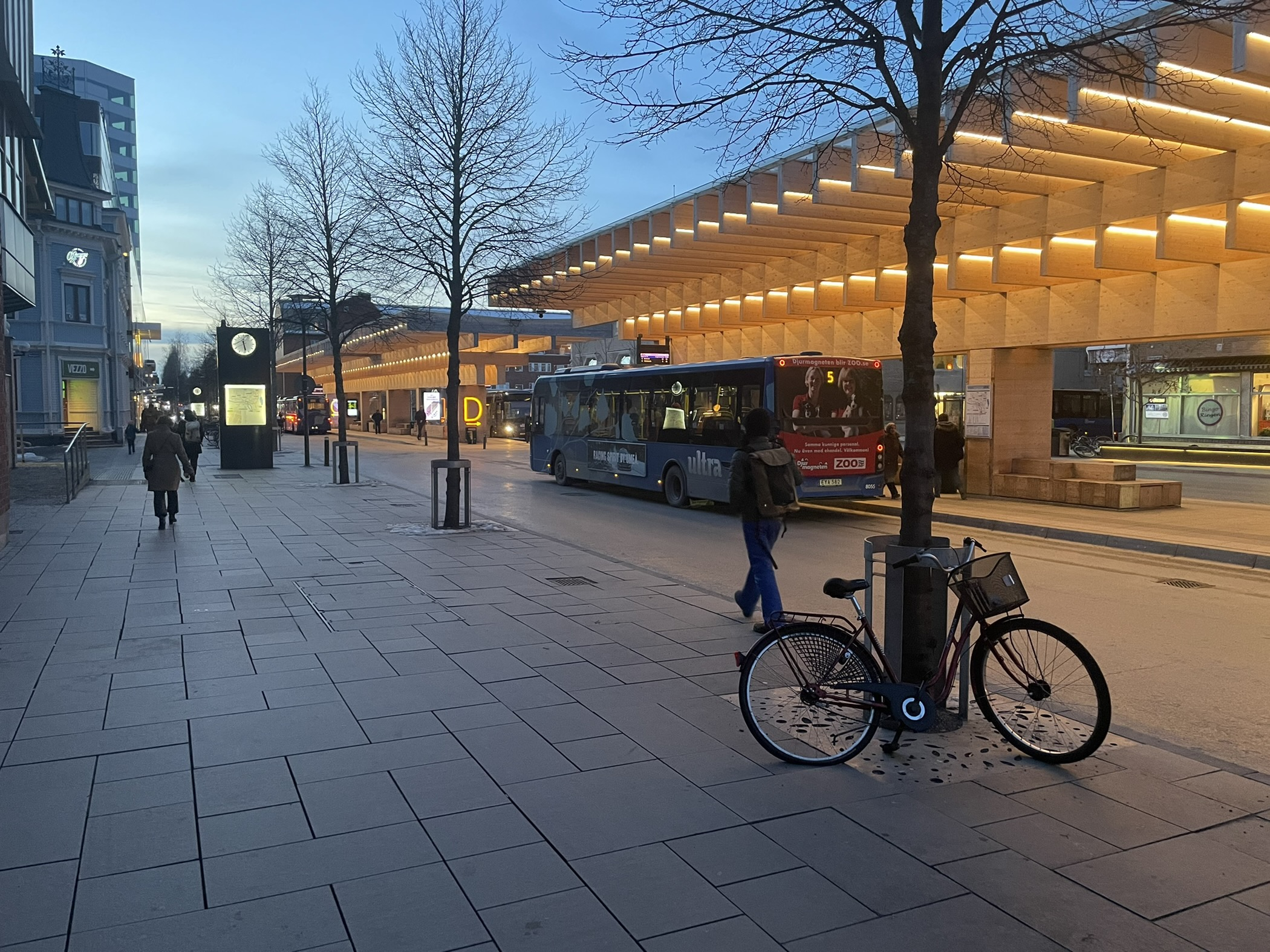
Vasaplan år 2022 - bussgata och knutpunkt i centrala Umeå där de flesta stadsbussar och regionbussar utgår ifrån.

Linjenätet består av sju huvudlinjer, fem direktbusslinjer och en flygbusslinje. Linje 1, 8 och 9 anses vara stombusslinjer, som trafikeras tätare, har rakare linjesträckningar och trafikeras nästan uteslutande med ledbussar.
| Urban continuation backward | Urban continuation backward |

| Unknown BSicon "uABZgr" | Urban straight track |

| Unknown BSicon "uBHF-L" | Unknown BSicon "uBHF-R" |

| Unknown BSicon "uABZgr" | Urban straight track |

| Unknown BSicon "umKRZo" | Unknown BSicon "umKRZo" |

| Unknown BSicon "uHST-L" | Unknown BSicon "uHST-R" |

| Urban stop on track | Urban stop on track |

| Urban stop on track | Urban stop on track |

| Unknown BSicon "uBHF(L)g" | Urban stop on track |

| Unknown BSicon "uBHF-L" | Unknown BSicon "uBHF-R" |

| Unknown BSicon "uHST-L" | Unknown BSicon "uHST-R" |

| Urban continuation forward | Urban continuation forward |

| Urban continuation backward | Urban continuation backward |

| Unknown BSicon "uABZgr" | Urban straight track |

| Unknown BSicon "uBHF-L" | Unknown BSicon "uBHF-R" |

| Unknown BSicon "uABZgr" | Urban straight track |

| Unknown BSicon "umKRZo" | Unknown BSicon "umKRZo" |

| Unknown BSicon "uHST-L" | Unknown BSicon "uHST-R" |

| Urban stop on track | Urban stop on track |

| Urban stop on track | Urban stop on track |

| Unknown BSicon "uBHF(L)g" | Urban stop on track |

| Unknown BSicon "uBHF-L" | Unknown BSicon "uBHF-R" |

| Unknown BSicon "uHST-L" | Unknown BSicon "uHST-R" |

| Urban continuation forward | Urban continuation forward |

| Linje | Sträcka | Linjekarta |
| 1     | Umedalen - Backenvägen - Dragonskolan - Vasaplan - Universitetssjukhuset - Mariehem - Östra Ersboda                    | 1          |
| 2     | Ersboda handelsområde - Nydalahöjden - Axtorpsvägen - Vasaplan - Winpos Arena - Söderslätt handelsområde               | 2          |
| 3     | Vasaplan - Regementet (viss samtrafik med linje 75)                                                                    | 3          |
| 5     | Ersmark/Västra Ersboda - Mariedal - Haga - Vasaplan - Universitetssjukhuset - Ålidhems centrum - Carlshem - Strömpilen | 5          |
| 7     | Mariehem - Berghem - Vasaplan - Dragonskolan - Rödäng                                                                  | 7          |
| 8     | Tomtebo - Ålidhems centrum - Universitetssjukhuset - Vasaplan - Västra Ersboda - Östra Ersboda                         | 8          |
| 9     | Carlshöjd - Västra Ålidhem - Universitetssjukhuset - Vasaplan - Teg - Böle - Böleäng - Röbäck                          | 9          |

Under natt mot lördag och söndag har vissa linjer annorlunda sträckningar utöver den omledning som finns Öst på stan.
- Linje 2 kortas av till Vasaplan respektive hållplats Fogvägen.
- Linje 3 trafikeras ej under nattrafikperioden.
- Linje 5 kortas av till hållplats Gnejsvägen på Carlshem.
- Linje 7 trafikeras ej under nattrafikperioden.

| Linje | Sträcka | Linjekarta |
| 72    | Umedalen – Universitetssjukhuset – Glaciärgatan och omvänt                                                             | 72-81      |
| 75    | Innertavle – Tomtebo – Ålidhem – Universitetssjukhuset – Vasaplan och omvänt Samtrafik med linje 3 mot/från Regementet | 72-81      |
| 76    | Ersmark – Västra Esrboda – Länsväg 364/503 – Vasaplan                                                                  | 72-81      |
| 78    | Forslundagymnasiet – Länsväg 363 – Vasaplan och omvänt                                                                 | 72-81      |
| 79    | Umedalen – riksväg 92 – Västerslätts industriområde – riksväg 92 – Västra Ersboda – Fogvägen                           | 72-81      |
| 81    | Vasaplan - Grubbe - Umedalen - Klockarbäcken och omvänt                                                                | 72-81      |

Direktbussarna trafikeras uteslutande i ena riktningen på morgon och i motsatt på eftermiddag, bortsett från linje 76 som saknar eftermiddagsretur och linje 81 som trafikeras i båda riktningarna.
Linje 72 är den äldsta linjen med någorlunda konsekvent historik, bortsett från att ha burit anslutningstrafik Umedalen - Klockarbäcken emellanåt. Dess östliga ändpunkt har ändrats från den ursprungliga vårdskolan (regionfullmäktiges nuvarande lokaler) till IKSU-hallen (IKSU Sport), för att senare förlängas till ett nytt bostadsområde på södra delen av Liljansberget, vars hållplats heter Glaciärgatan. Denna omläggning gällde även linje 73 innan dess nedläggning.
Linje 75 fungerar som skolbuss för elever från Innertavle till Sjöfruskolan och Norra Ålidhemsskolan. Dessutom är linjen operativt sammankopplad med linje 3 vid Vasaplan, vilket betyder att elever vid Midgårdsskolan som bor i stadens östra delar kan byta från linje 1, 8 och 9 redan vid Universitetssjukhuset. Linjen trafikerade från början samma sträckning som line 8 genom Tomtebo, men detta ändrades 2023 då ingen kapacitet fanns kvar för påstigande från Tomtebo.
Linje 78 trafikerar både Västerslätts industriområde och Forslunda naturbruksgymnasium. Linjen hade under en lång tid ett delat trafikupplägg mellan Forslunda och bilprovningsanläggningen på Västerslätts industriområde. Den avgång som gick till Forslunda har tidigare trafikerats med höggolvsbuss av Klövsjö-Rätan Trafik. Sedan 2023 trafikeras inte längre de inre delarna av Västerslätts industriområde.

### Flygbuss
| Linje | Sträcka                                       | Linjekarta |
| 80    | Umeå Airport – Vasaplan via Norra Obbolavägen | 80         |

Historisk sammanfattning över förbindelser till Umeå Airport
- 1965: viss trafik på linje 4
- 1988: Linje 80 bildas med sträckning Universitetet – Busstationen – Vasaplan – Teg – Flygplatsen
- 2000: Linjen tas med i ordinarie ficktidtabell. ändrad sträckning Busstation – Universitetssjukhuset – Ålidhems centrum – Carlshem – Flygplatsen
- 2009 dras sträckningen via Carlshem in.
- Efter den stora nätverksrevideringen 2010 utlokaliseras linje 80 till västra Ålidhem (Studentvägen)samt slutar även trafikera Umeå busstation och Järnvägstorget. Linjen förlängs söderut från Vasaplan via Tegsvägen och länsväg AC 503
- 2020: Linjens östra halva via Universitetssjukhuset och västra Ålidhem avskaffas. Linjens västra del ändras till att gå gemensamt med lästrafiklinje 125 längs Norra Obbolavägen. Linjen får också regelbunden trafik på vardagar istället för avgångar endast vid flygavgångar.

## Historiska linjer
| Linje | Nedlagd     | Sträcka                                                                     | Anmärkning |
| 2     | 1989        | Vasaplan - Ön                                                               | Sträckning på Ön övertogs senare av lnije 4, men är numera nedlagd                                                                                   |
| 2     | 2010        | Marieberg - Berghem - Vasaplan                                              | Senare förlängd till Ersboda handelsområde (Stora Coop Ersboda)                                                                                      |
| 2     | 2014        | Vasaplan - Järnvägstorget                                                   | |
| 3     | 2004        | Vasaplan - Haga - Marieberg - Östra Ersboda                                 | Ersatt av linje 8 |
| 4     | 2016        | Vasaplan - Stöcksjö                                                         | Sträckan ersatt av Länstrafikens skollinje 127, trafiken på Ön drogs senare in                                                                       |
| 4     | 2018        | Vasaplan - Söderslätts handelsområde                                        | Sammanförd med linje 2 i därpå följande tidtabell |
| 5     | 1989        | Vasaplan - Obbola                                                           | Sträckningen tillhör numera Länstrafikens linje 125                                                                                                  |
| 6     | 2018        | Carlshöjd - Vasaplan - Röbäck via Bryggargatan och Tegs centrum             | |
| 61    | 2007        | Nattbuss Carlshöjd - Carlshem - Ålidhem - Vasaplan - Västerslätt - Umedalen | Linjenumret tillhör numera Länstrafikens linje mellan Vännäs och Vindeln                                                                             |
| 67    | 2007        | Nattbuss Ersmark - Vasaplan - Rödäng                                        | |
| 68    | 2007        | Nattbuss Tomtebo - Vasaplan - Haga - Östra Ersboda                          | Nattbuss. |
| 69    | 2007        | Nattbuss Röbäck - Vasaplan - Östra Ersboda                                  | |
| 71    | 1999        | Carlshöjd - Gimonäs - Vasaplan - Dragonskolan                               | Linjenumret tillhör numera Länstrafikens linje mellan Nordmaling och Vännäs                                                                          |
| 73    | 2020        | Röbäck - Universitetet (hållplats IKSU-hallen)                              | En avgång i riktning mot Universitetet |
| 74    | 1994        | Haga - Mariedal - Marieberg - Mariehems Centrum - Universitetssjukhuset     | Senare återinförd från Västra Ersboda, se nedan |
| 74    | 2018        | Västra Ersboda - Östra Ersboda - Universitetssjukhuset via E4               | Trafikerades endast i riktning mot Universitetssjukhuset med två avgångar på morgonen och samtrafik med linje 5 och 76                               |
| 76    | 1999        | Vasaplan - Busstationen - Mariehem                                          | Linjenumret återinfört 2010 med ändrad destination till Ersmark                                                                                      |
| 77    | 1994        | Carlshöjd - Berghem - Östra Ersboda                                         | Linjenumret övertogs senare av högtrafiklinjen Vasaplan - Regementet, som numera bär nummer 3                                                        |
| 81    | 1999 - 2003 | Vasaplan - Berghem - Mariehem - Nydalabadet                                 | Linjen infördes 1999 och gick endast sommartid. Numret bärs numera av en industrilinje från Vasaplan till Klockarbäcken via Kronoparken och Umedalen |
| 82    | 2010        | Marieberg - Vasaplan - Västerslätt                                          | Servicelinje trafikerad med buss med lågt insteg och rullstolsplats                                                                                  |
| 83    | 2010        | Umedalen - Vasaplan - Västra Ersboda                                        | Servicelinje trafikerad med buss med lågt insteg och rullstolsplats                                                                                  |
| 84    | 2010        | Ön - Söderslätt - Vasaplan - Sofiehem - Strömpilen                          | Servicelinje trafikerad med buss med lågt insteg och rullstolsplats                                                                                  |

Linje 68 gick inledningsvis mellan hållplats Törelvägen på Östra Ersboda via Sandbacka, Vasaplan och Berghem, till hållplats Bruksvägen som den även trafikerade i riktning mot Vasaplan. 
Linje 82, 83 och 84 trafikerades av sju stycken lågentré-midibussar av typen N4007 från polska Neoplan. Dessa linjer infördes under en tid då största delen av trafiken gick med normalgolvsbussar.

## Laddhybrider
I maj 2012 köpte Nobina en Volvo B7L från Nederländska BBA. Denna buss fick nummer 6827. Efter att Umeå kommunföretag köpte bussen av Nobina den 10 april 2013 började laddhybridprojektet
Umeå kommunföretag beslutade den 13 december 2010 att man skulle starta ett projekt med laddhybridbussar för lokaltrafiken i Umeå. Projektet drivs tillsammans med Hybricon som tillverkar bussarnas elsystem. Från början var tanken att det skulle bli en integrallösning av Hybricon, men den första bussen kom ifrån Polen och är av typen CS12LE Electric. 
Tester i linjetrafik startade under februari 2011 och är världens första snabbladdade hybridbussar. Testerna pågick fram till november 2011. Sedan beställdes åtta nya Ultrasnabbladdningsbara elbussar (varav tre leder och fem standardvagnar). Dessa kommer att rullar på linje 9 samt i nattrafik. Att använda elbussar i nattrafik gör det möjligt att slopa nattomdirigeringen (se linjekarta i avsnitt Huvudlinjer) för de linjerna där de kommer att användas.

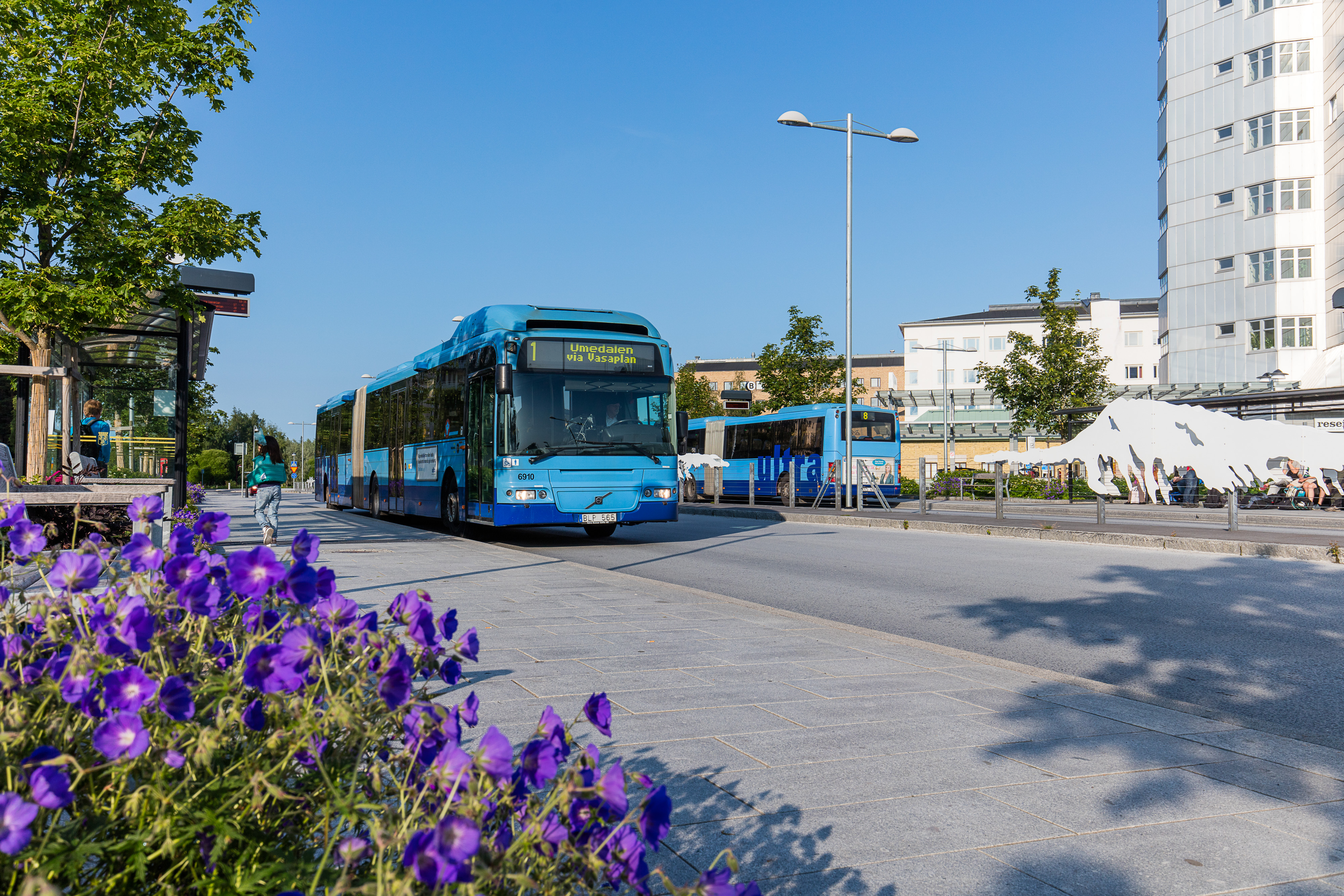
Bussterminalen vid Norrlands universitetssjukhus är ett av naven i Umeås lokaltrafik.

## Infrastruktur
Det finns 8 bussgator i Umeå exklusive Vasaplan, dessa är: 
- Älgvägen (hpl Marieberg)
- Vättarnas allé mellan Älvans väg och Vittervägäen
- Mineralvägen mellan Guldvägen och korsning med väg 642 där Mineralvägen övergår i Älvans väg
- Storgatan mellan Fabriksgatan och hpl Östra Strandgatans A-läge
- Språkgränd (mellan Naturvetarstråket och hpl Magistervägen)
- Vasslevägen (hpl Västra Ersboda Centrum)
- Petrus Laestadius väg (hpl Universum), vardagar kl. 7-18[8]